# فيليب هاس
فيليب هاس (بالإنجليزية: Philip Haas)‏ هو كاتب سيناريو ومخرج أمريكي، ولد في 1954 في سان فرانسيسكو في الولايات المتحدة.

## وصلات خارجية
- فيليب هاس على موقع IMDb (الإنجليزية)
- فيليب هاس على موقع ألو سيني (الفرنسية)
- فيليب هاس على موقع أول موفي (الإنجليزية)
- فيليب هاس على موقع قاعدة بيانات الأفلام السويدية (السويدية)
- فيليب هاس على موقع إن إن دي بي (الإنجليزية)
- فيليب هاس على موقع قاعدة بيانات الفيلم (الإنجليزية)
- فيليب هاس على موقع كينوبويسك (الروسية)